# Cell Death & Differentiation
Cell Death & Differentiation è una rivista accademica sottoposta a revisione paritaria e pubblicata dalla Springer Nature.

## Indicizzazione
Gli abstract della rivista sono disponibili nei seguenti database bibliografici:
- BIOBASE/Current Awareness in Biological Sciences
- Biochemistry and Biophysics Citation Index
- Chemical Abstracts
- Current Contents
- Current Contents/Life Sciences
- EMBASE/Excerpta Medica
- MEDLINE/Index Medicus
- Science Citation Index